# Контакт (будизам)
Контакт или дотицај (санскрит: sparśa, пали: phassa) је будистички појам који означава сусрет чула, предмета и свести о опаженом. Контакт настаје на основу чула, и један је од низа услова који воде настанку патње.
Не означава физички контакт, већ један од састојака свести. Овако се дефинише у пали канону: "На основу ока и слике настаје свест о виђеном. Тачка у којој се ово троје укрштају јесте контакт. Са контактом као нужним условом настаје и осећај." (МН 18).

## Будино учење
Буда је подучавао да је контакт разлог на основу ког настају осећаји. Тако, док контакт постоји, осећамо задовољство или бол, а престанком контакта њиме створени осећај такође престаје, стишава се:
Баш као што се трљањем и трењем два штапа рађа топлота и пали ватра, а одмицањем и раздвајањем иста та два штапа иста та топлота престаје, стишава се, исто је и са чулним контактом који осећамо као задовољство... као бол... као ни пријатан ни болан осећај... И тада увиђамо: ‘Престанком истог тог чулног контакта који осећам као ни пријатан ни болан, и њиме створени ни пријатан ни болан осећај такође престаје, стишава се’.— Сидарта Гаутама
Обзиром да контакт настаје на основу шест чула, он је шестоврстан: може бити произведен путем пет физичких чула и ума. Буда је такође тврдио да је контакт разлог на основу ког настаје патња: 
Ја кажем да патња настаје из неког разлога. Тај разлог јесте контакт. Стога, кад неки аскете и свештеници тврде да је свако творац властите патње, други да је наша патња туђе дело, трећи да је патња и наше и туђе дело, а четврти да није ни наше ни туђе дело, него да настаје случајно - у сваком од тих случајева немогуће је да буде доживљена без контакта.— Сидарта Гаутама